# Alchemilla filicaulis
Alchemilla filicaulis là loài thực vật có hoa trong họ Hoa hồng. Loài này được Buser mô tả khoa học đầu tiên năm 1893.